# ソ連政府のエルミタージュ美術品売却

ラファエロ 『アルバの聖母 1836年にロシア皇帝ニコライ1世がエルミタージュのために購入、1931年ソ連政府によりアンドリュー・メロンに 1,166,400 ドル（当時の絵画1点の世界最高額）で売却。

ヤン・ファン・エイク 『受胎告知 (1434)』 1850年にロシア皇帝ニコライ1世がエルミタージュのために購入、1930年6月にアンドリュー・メロンへ 502,899 ドルで売却。

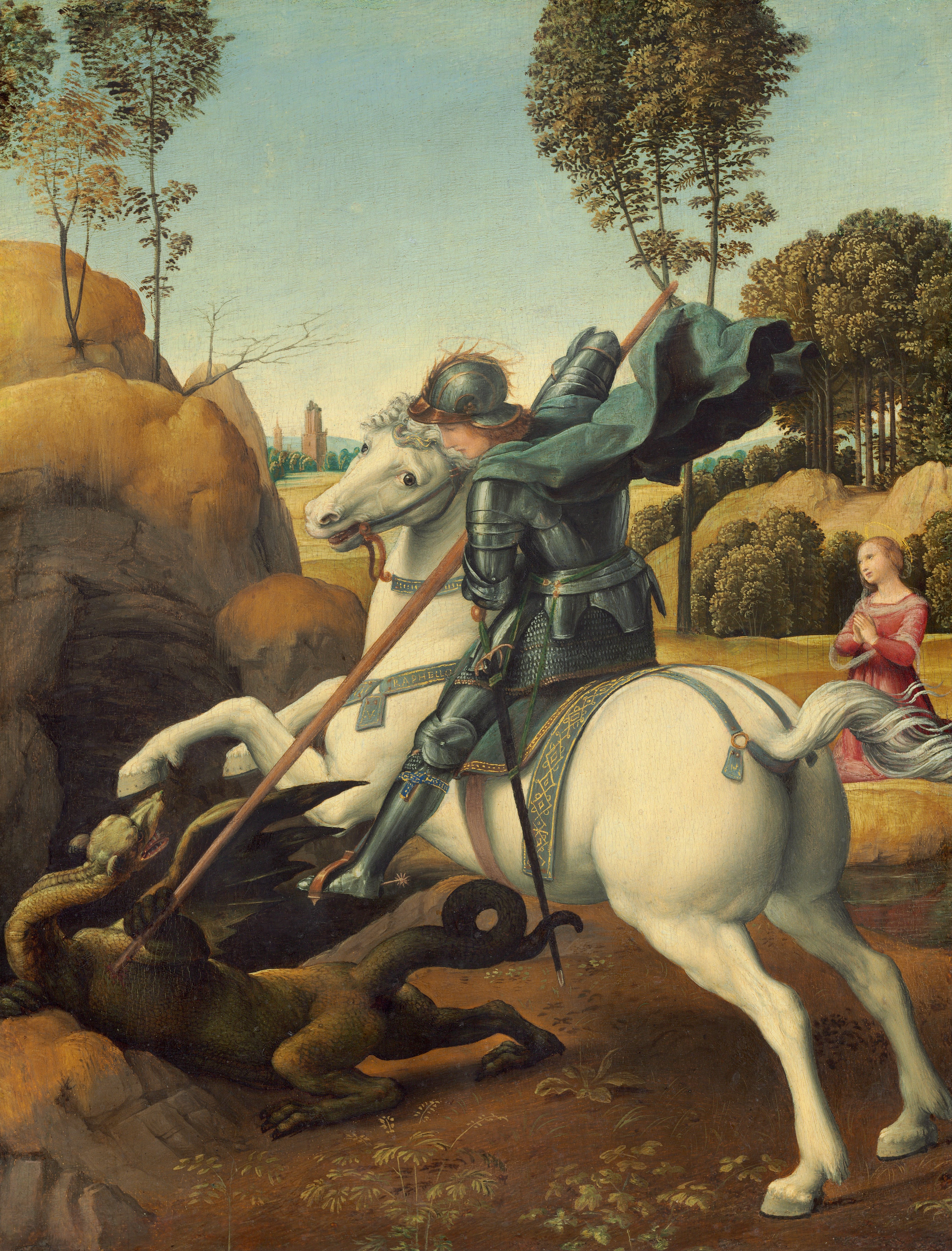
ラファエロ 『聖ゲオルギオスとドラゴン (1506)』 1772年にエカチェリーナ2世がエルミタージュのために購入、その後、ナポレオンに勝利した将軍たちの肖像画室に展示。1931年にソ連政府によりアンドリュー・メロンに売却。

この項目では1930年から1931年にかけて、ソビエト連邦（当時）がレニングラード（当時）のエルミタージュ美術館に所蔵されていた美術品の一部を西側の美術館などに売却した結果、最も価値の高い何点かの絵画がソ連国内から散逸した事件を取り扱う。何点かの絵画はエカチェリーナ2世の時代にエルミタージュ美術館が創設された時からのコレクションだった。

## 概要
ソビエト政府による売却の対象になったのは、ヤン・ファン・エイク、ティツィアーノ・ヴェチェッリオ、レンブラント、ルーベンス、ラファエロその他の重要芸術家の作品を含むおよそ250点の絵画である。アンドリュー・メロンはエルミタージュから購入した21点の絵画を1937年にアメリカ合衆国政府に寄贈し、これらは今でもワシントンDCのナショナル・ギャラリーの最重要所蔵物となっている。

## 歴史
1920年代後半、ソビエト連邦（ソ連）政府は最初の五カ年計画による急速な工業化に起因する財政逼迫により、取り急ぎ外貨が必要だった。ソ連政府は貴族や金持ち、教会等から没収した宝石、家具、イコンのコレクションは既に売却してしまっていた。

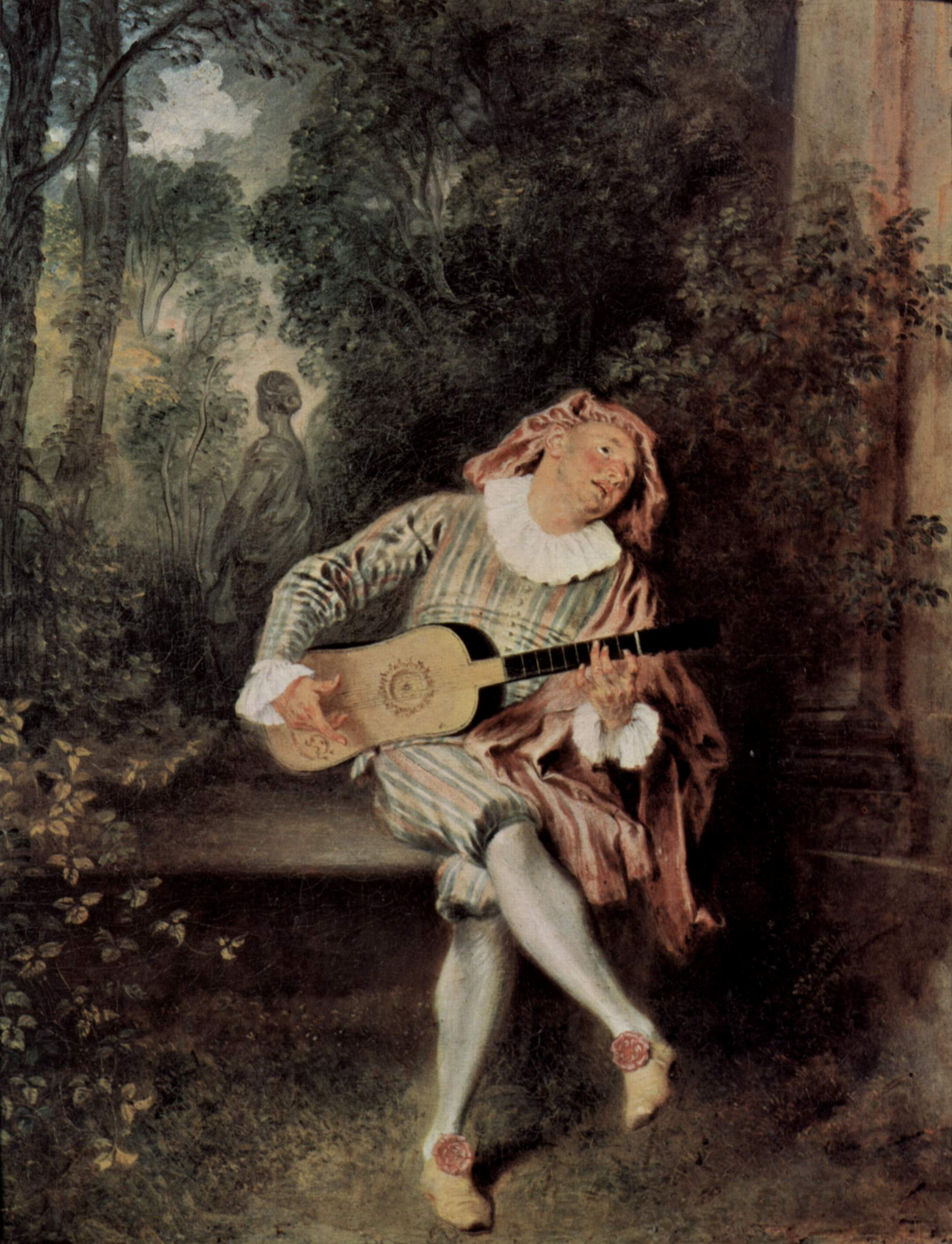
アントワーヌ・ヴァトー『メズタン』1767年にエカチェリーナ2世がエルミタージュのために購入、1930年ソ連政府によりカルースト・グルベンキアンに売却。1934年ニューヨーク メトロポリタン美術館が購入

アントワーヌ・ヴァトーの『メズタン』は、エルミタージュのためにエカチェリーナ2世が1767年に購入したものだった。この絵は1930年にカルースト・グルベンキアンに売却され、続いて1934年にはニューヨークのメトロポリタン美術館に売却された。
1928年2月、エルミタージュ美術館とロシア美術館は、最低でも200万ルーブル相当の輸出向け美術品のリストを作成するよう命じられた。教育人民委員部の傘下に「Antiquariat（骨董屋）」と呼ばれる特別な組織が作られ、売買の監督目的でレニングラードにこの組織専用のオフィスも設けられた。エルミタージュに対しては、古代スキタイの彫版や多数の金製の宝物、250点の絵画を1点当たり5,000ルーブル以上で販売するようにという指導がなされた。
販売は秘密にされたが、次第に西側の美術品ディーラーや収集家の間に噂が広まっていった。
エルミタージュの作品を最初に購入した外国人は、イラク石油会社 (Iraq Petroleum Company) の創始者であるカルースト・グルベンキアン (Calouste Gulbenkian) で、1930年初期に石油と引き換えに絵画を入手した。だが販売の仲介者はグルベンキアンの支払った額に不満を感じ、他の買い手を探し始めた。
アンドリュー・メロンは米国の銀行家で、ウォレン・ハーディング、カルビン・クーリッジ、ハーバート・フーバーの各大統領の財務長官を務め、また美術品の収集家でもあった。この当時は駐英米国大使をしていた。メロンはロンドンの国立美術館を手本として米国にも国立の美術館を作りたいと考えていたところに、自らがしばしば美術品を購入して親しくしていた画廊であるニューヨークのノードラー商会からエルミタージュが秘密販売を行うという情報を得た。
フランツ・ザッツェンシュタイン＝マシーセンは当時まだ若い美術品ディーラーだったが、ソ連政府から何があっても売却しない絵画100点のリストの作成を依頼されたことがあった。しかし、リストに入れた作品のうちの何点かが既にソ連を出てパリにあるということを知って驚いた。これらはグルベンキアンが買ったものだった。グルベンキアンはさらにもっと絵を買いたいので代理人になってくれと依頼したが、マシーセンはロンドンのコルナギ、およびメロンの代理人であるニューヨークのノードラー商会との連合（コンソーシアム）を組むことを選択した。1930年及び1931年の2年間で、コンソーシアムは先買権を持つメロンに対してオファーを行い、合わせて21点の絵画をソ連政府より購入した。1931年末の段階でメロンは21点の絵画に対して合計6,654,000ドルを支払った。この購入品にはファン・エイクの『受胎告知』、およびラファエロの『アルバの聖母』も含まれている。後者は1,166,400ドルの値が付き、これは当時の絵画1点の価格として最高のものだった。コンソーシアムはニューヨーク メトロポリタン美術館など他の顧客にも何点かの絵画を販売した。
この売却は、1933年11月4日にニューヨーク・タイムズによってメトロポリタン美術館がファン・エイクの『キリストの磔刑と最後の審判』を購入したことが報じられるまで公にされなかった。
この一連の売却は1934年には終了した。スターリンがエルミタージュの副館長であるヨシフ・オルベリに宛てた手紙で、ロシアの宝を売ってしまうことに反対を唱えたためと考えられている。エルミタージュの館長だったボリス・レグランは元々この売却を実行するためにエルミタージュに派遣されたが、1934年に辞任し、代わってオルベリが館長になった。
1937年、アンドリュー・メロンは件の21点の絵画をナショナル・ギャラリー建設資金とともに米国政府に寄付した。これらの絵画は今でもナショナル・ギャラリーのコレクションの中核をなすものとなっている。
同時期に売却されたものの中には、ロシア国立図書館のシナイ写本（1933年に大英博物館に100,000ポンドで売却、その後1937年以降は大英図書館所蔵、2017年現在の価値はおよそ640万ポンド ）、フィンセント・ファン・ゴッホの『夜のカフェ』などが挙げられる。
1990年代のソ連崩壊後、新生ロシアの連邦議会はロシアの美術品を海外に売却することを禁じる法律を成立させた。
ロシアが自国財産だと主張して返却を拒むのではないかという懸念があったため、長年にわたりナショナル・ギャラリーはこれら購入絵画類をエルミタージュに貸し出すことをしなかった。だがこの考えは1990年にミハイル・ピエトロフスキがエルミタージュの館長になって変わった。現在では何点もの絵画の貸し出しが行われている。ヴェチェッリオの『鏡のヴィーナス』は、ジョージ・W・ブッシュ米大統領が2002年の訪ロ時にサンクトペテルブルクを訪れ、この際に貸し出しが行われた。